# M1 (каска)

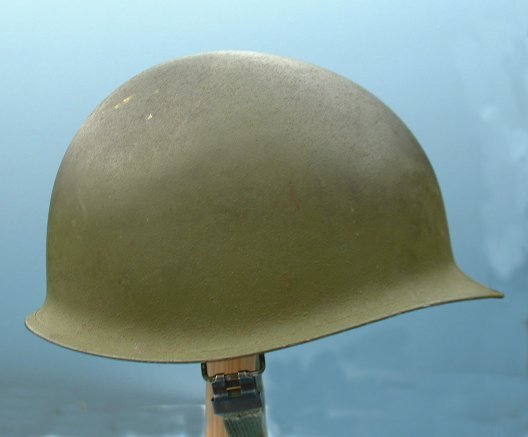
Шлем М1 времен Вьетнамской войны.

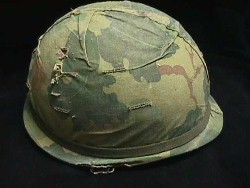
M1 в камуфлирующем чехле.

М1 — стальной общевойсковой шлем (каска), применявшийся вооружёнными силами США с начала Второй мировой войны до 1985 года, когда он был заменён на шлем бронекомплекта PASGT.

## История
Решение о разработке новой каски для замены М1917 было принято в январе 1941 года, 7 февраля 1941 года был заключён контракт с фирмой "McCord Radiator and Manufacturing Company" из города Детройт (штат Мичиган) на изготовление нескольких опытных образцов. Примерно в это же время было принято решение о разработке нового подшлемника. В конце апреля 1941 года первые опытные образцы каски и несколько вариантов подшлемника к ней поступили на испытания в войска.
Подшлемник для каски М1 был разработан с учётом опыта изготовления защитных спортивных шлемов для игроков в американский футбол.
9 июня 1941 года каска была принята на вооружение под названием М1. 26 июня 1941 года был подписан контракт на серийное изготовление касок и летом 1941 года первые каски начали поступать в войска. Поначалу увеличение объёмов выпуска касок было медленным.
После японской атаки на Перл-Харбор 7 декабря 1941 года военные расходы США были увеличены, однако до 1 января 1942 года изготовили 323 510 шт. касок М1. В дальнейшем, в ходе эксплуатации касок в войсках были выявлены недостатки, и было высказано предложение о замене нерегулируемого ремешка на более удобный.
В 1942 году изготовили 5 001 384 шт. касок. В 1942 году для касок начали выпускать чехол из камуфлированной ткани (в нескольких вариантах расцветки). В октябре 1943 года был введён более удобный ремень с возможностью регулировки.
Первоначально каски изготавливали из содержавшей марганец стали Гадфильда. В декабре 1943 года было отмечено, что марганец в условиях затянувшейся войны становится дефицитным материалом и в связи с этим было предложено изготавливать шлем из стали с меньшим содержанием марганца по несколько изменённой технологии. В октябре 1944 года в технологию производства каски внесли изменения.
До сентября 1945 года было произведено более 22 млн. экземпляров шлема М1, затем его производство было приостановлено.
После войны шлемы поставлялись по программе военной помощи странам НАТО (в частности, для армии Греции).
После начала 25 июня 1950 года войны в Корее выпуск касок возобновили, в 1951 году каски начали окрашивать краской "olive green No.319" с добавлением в краску песка (для получения шероховатой поверхности, не дающей бликов на солнце). В это же время в войсках проходили испытания экспериментальной каски из лёгкого сплава.
В 1961 году была принята на снабжение новая модификация шлема М1 с подшлемником на основе органотекстолита (наполнитель — пять слоев нейлоновой ткани, связующее — фенолоформальдегидная смола) взамен хлопковой ткани. Целью замены являлось улучшение эргономики и повышение противоосколочной стойкости шлема на 10-15 процентов до уровня 415 м/с при испытаниях стандартным осколочным имитатором FSP массой 1,1 г.
В 1972 году началась разработка нового общевойскового шлема, в 1978 году было принято решение о разработке шлема PASGT из кевлара, но производство шлемов М1 продолжалось. В 1988 году в технологию производства внесли последнее изменение (начали использовать оливковую краску "olive drab 34087").

## Характеристики

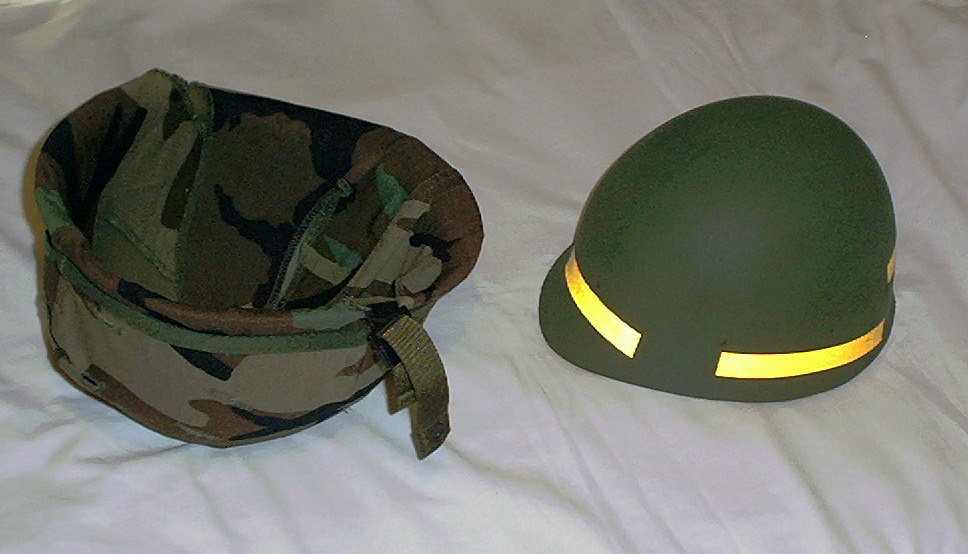
Двухэлементное устройство шлема М1. Слева — стальная оболочка шлема в камуфлирующем чехле «Woodland». Справа — жёсткий подшлемник из органотекстолита

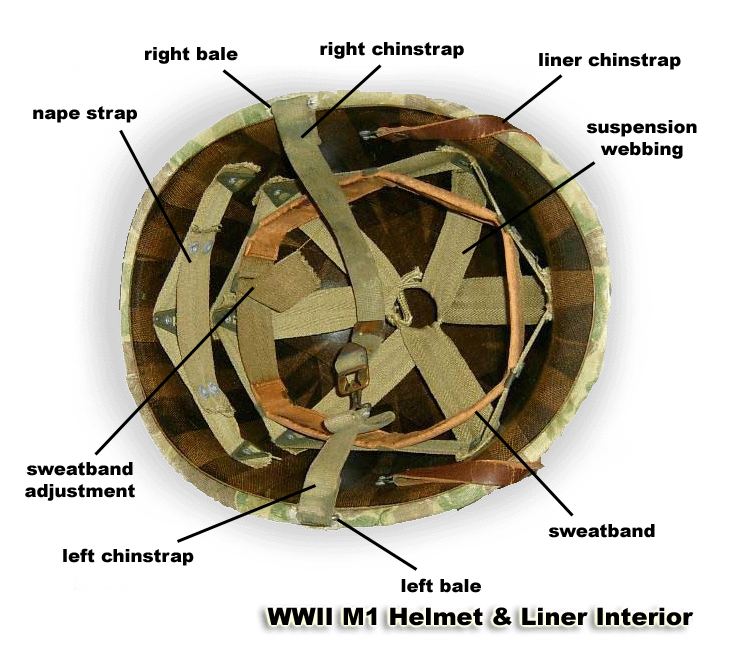
Внутренняя сторона шлема М1, подтулейное устройство.

Шлем М1 изготавливался из марганцовистой стали Гадфильда, имел внутренний подшлемник из органотекстолита на основе нейлона, снаружи окрашивался в оливковый цвет. Позже в целях повышения маскировки солдат были разработаны камуфлированные чехлы. На чехлах обычно имелись отверстия для размещения в них элементов растительности для более надежной маскировки.
M1 в сборе представляет собой двухкомпонентный  шлем со стальной оболочкой толщиной около 1 мм. Края шлема закреплены отбортовкой. Внутреннее оборудование — это второй шлем массой 350 грамм, из прессованного ламината, на котором закреплен подшлемник- набор петель из тканых лент, зашнурованныx сверху, с кожаным ремешком. Всё связано с помощью девяти заклепок. Крюк с узкой лентой с пряжкой, регулирующей её длину, прикреплен к крюкам, приклеенным непосредственно к развалинам. Стальной «внешний шлем» массой около 1 кг имеет подкладку с крючком, и крючки этого вкладыша приварены непосредственно к нему.
Размеры и масса шлема в сборе варьировались в зависимости от времени выпуска. Масса шлема М1 времён Второй мировой войны составляла 1290 грамм, глубина 7 дюймов, ширина 9,5 дюймов и длина 11 дюймов. Масса шлема М1 образца 1961 года в сборе (включая подбородочный ремешок) составляет 1550 грамм. Стоимость порядка 30 долл. США в ценах 1987 года. На лобовой стороне шлема могли наноситься знаки различия, у санитаров — красный крест.

## Применение в других странах
Кроме вооруженных сил США шлем М1 использовался вооружёнными силами других стран, например, Канады, Израиля и Аргентины. Также в некоторых странах были разработаны собственные шлемы на основе М1, например, японский шлем Тип 66.

## Пользователи

### Современные

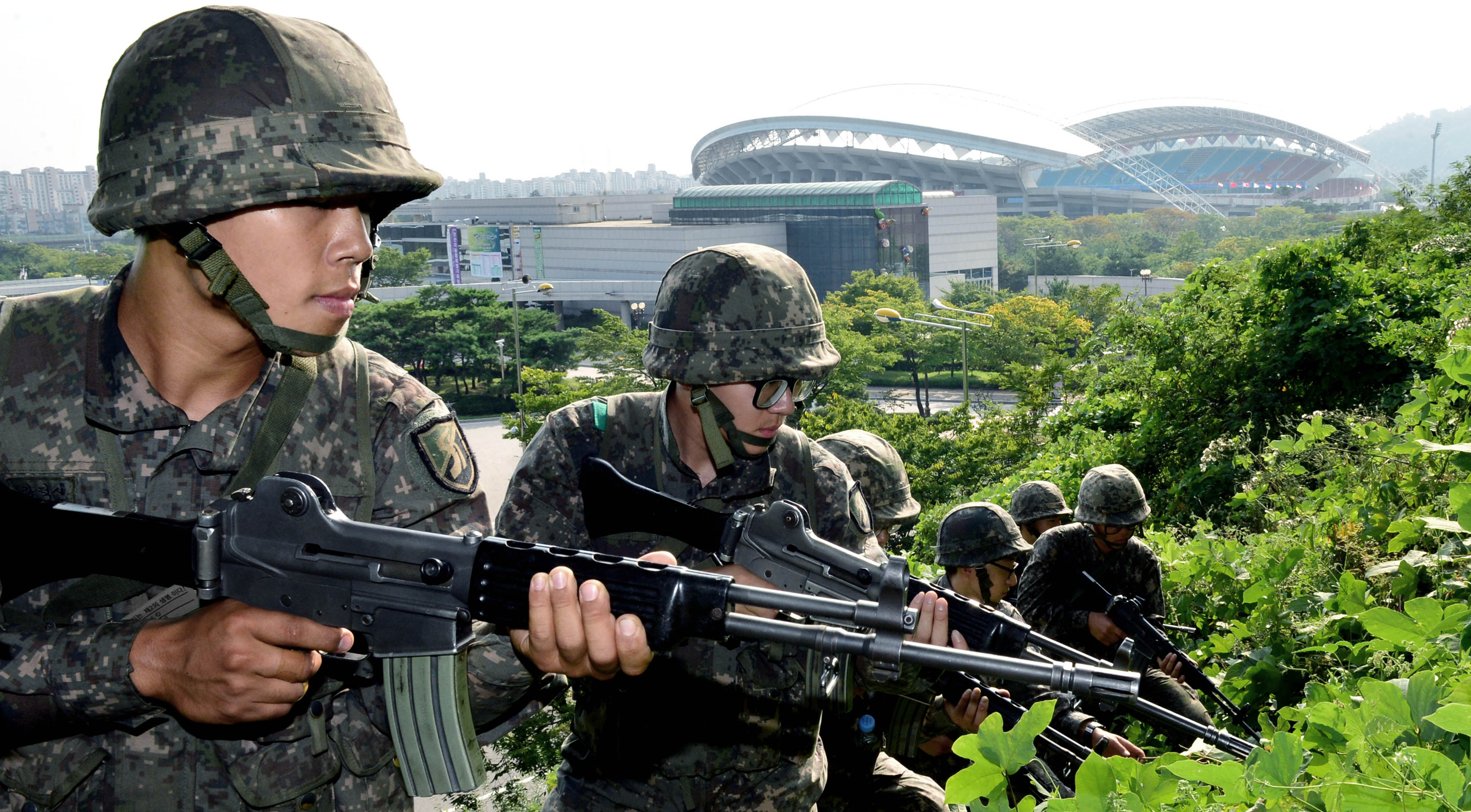
солдаты южнокорейской армии в шлемах М1 (15 сентября 2014)

- Колумбия: Часть шлемов используется
- Доминиканская Республика: Части почётного караула, гвардия.
- Греция: Небольшое количество в некоторых учебных частях.
- Индия: Производятся и находятся в эксплуатации.
- Иран: Используют шлемы произведённые в Западной Германии.
- Гватемала: В армии и флоте.
- Япония: В небоевых частях.
- Панама: В полиции, пограничной охране.
- Республика Корея: Используются в некоторых частях.
- Уругвай: Производства Южной Кореи.

### Бывшие

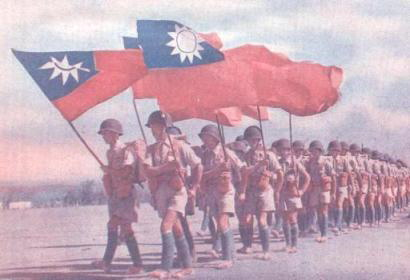
Солдаты армии гоминьдана в шлемах М1 на параде (1943)

- Аргентина: Заменены на новые модели.
- Австрия: После реформирования вооружённых сил в 1955 г. поставлено из США 30000 штук. Копии под названием Stahlhelm 2 (M.58) производились с 1958 года. После 1970 г. поставлялись из Германии производства Ulbrichts Witwe GmbH.
- Австралия: Австралийские силы обороны ранее использовали M1 австралийского и американского производства с 1960-х по 1990-е годы. В 1990-х годах их заменили на шлем M91 PASGT австралийского производства.[6]
- Бельгия: Произведённые Ulbrichts Witwe GmbH.
- Бразилия: первыми стальными касками бразильской армии являлись французские каски Адриана (после окончания первой мировой войны признанные избыточным военным имуществом в связи с сокращением численности французской армии до уровня мирного времени и предложенные французской военной миссией для Бразилии), после присоединения Бразилии к Антигитлеровской коалиции в 1942 году были получены первые каски М1 для бразильского экспедиционного корпуса, после окончания второй мировой войны в 1945 году из США было получено дополнительное количество касок[7]
- Боливия: Американские, бразильские и южно-корейские.
- Венесуэла: Большинство произведено в США и Южной Корее[уточнить]
- Вьетнам: американские каски М1 во время Вьетнамской войны использовались войсками США и поставлялись в виде военной помощи южновьетнамской армии; во Вьетнамской Народной Армии использовались советские каски СШ-40 и СШ-68, но после окончания войны в 1975 году в распоряжении ВНА оказалось значительное количество трофейных касок М1, которые использовались в некоторых армейских подразделениях (основным типом общевойскового шлема по-прежнему оставались советские стальные каски, а количество М1 постепенно сокращалось и в 2014 году их осталось небольшое количество)[8]
- Гаити: вооружённые силы Гаити
- Гондурас: После подписания Пакта Рио 1947 года.
- Греция: — после объявления 12 марта 1947 года «доктрины Трумэна», был принят закон о предоставлении военной помощи Греции и Турции (Assistance to Greece and Turkey Act of 1947), в соответствии с которым США начали поставки вооружения и военного имущества; 18 февраля 1952 г. Греция стала членом блока НАТО и приняла на себя обязательства по стандартизации используемого оружия, техники и снаряжения, после чего каски М1 стали стандартным шлемом греческой армии.
- Дания: Производились Ulbrichts Witwe GmbH под обозначением Staalhjelm model 48 (m/48).
- Израиль: находились на вооружении ЦАХАЛ, решение о их замене на каски израильского производства было объявлено весной 1976 года[9]. Поставлялись Великобританией, Францией и США. Некоторые используемые M1 имеют комбинацию американских и израильских частей.
- Испания: Американские и европейские, модифицированные для морской пехоты и парашютистов.
- Канада: Заменены на шлем CG 634.
- Китайская Республика: Во время 2ой японо-китайской войны, гражданской войны в Китае, вплоть до 1990-х гг.
- Китай: Трофеи НОАК в гражданской войне в Китае.
- Коста-Рика: Американского производства.
- Куба: получены из США во время правления Батисты[10], после кубинской революции 1959 года заменены
- Мексика: Использовались вооружёнными силами Мексики.
- Новая Зеландия: с 1960-х до 2000-х гг., в основном американского и южно-корейского производства.
- Нидерланды: Производства Ulbrichts Witwe GmbH.
- Никарагуа: В Национальной гвардии Никарагуа использовались шлемы M1, поставленные США в 1954—1979 гг.
- Норвегия: Произведённые Ulbrichts Witwe GmbH.
- Парагвай: Приняты после подписания Пакта Рио-де-Жанейро 1947 года.
- Перу: Основная масса — американские поставки, часть из Израиля и Западной Германии.
- Саудовская Аравия: Поставлялись через Южную Корею и Тайвань.
- Сингапур: Ременная система местного производства.
- США: В армии США с 1941 г. до 1980-х гг. Заменены на шлемы из комплекта PASGT.
- Турция: Большинство местного производства.
- Федеративная Республика Германия — Производства F. W. Quist[нем.].
- Филиппины: Некоторое количество осталось в учебных подразделениях.
- Чили[11]
- Эквадор: В Эквадорской Армии.